# Parque nacional de las Cataratas Augrabies
El parque nacional de las Cataratas Augrabies (en afrikáans: Augrabies Nasionale Park; en inglés: Augrabies Falls National Park) es un parque nacional situado en torno a las cataratas Augrabies, localizadas a unos 120 km al oeste de la ciudad de Upington, en la provincia Septentrional del Cabo, en Sudáfrica. Fue establecido en 1966.
El parque nacional de las Cataratas Augrabies comprende una superficie de 820 km² y se extiende a lo largo del río Orange. La zona es muy árida. La cascada tiene unos 60 metros de altura y es impresionante cuando el río está en crecida. El desfiladero está por debajo de los promedios de las caídas de unos 240 m de profundidad y se extiende unos 18 kilómetros. La garganta es un ejemplo impresionante de la erosión en un basamento granítico.